# Dorotea Garai
Dorotea Garai, död 1438, var en drottning av kungariket Bosnien 1428–1438 som gift med kung Tvrtko II  av Bosnien. 